# Panoor
Panoor (malabar: പാനൂർ) es una ciudad del estado indio de Kerala perteneciente al distrito de Kannur.
En 2011, el municipio que forma la ciudad tenía una población de 55 216 habitantes.
La localidad era originalmente un panchayat rural que se desarrolló como lugar de mercado para las comunidades granjeras de su entorno. En el siglo XX, el pueblo creció notablemente como uno de los principales suburbios de Thalassery. Panoor adoptó estatus urbano en 2015, cuando el gobierno estatal elevó el panchayat al estatus de municipio.
Se ubica unos 10 km al este de Thalassery, sobre la carretera 38 que une Kuthuparamba con Nadapuram.